# 手塚理美
手塚 理美（てづか さとみ、1961年〈昭和36年〉6月7日 - ）は、日本の女優である。ヴィレッジエンターテイメント を経て吉本興業所属。東京都大田区出身。

## 経歴
小学生の頃よりジュニアモデルとして活動を始める。大田区立梅田小学校、大森第四中学校を卒業。
中学入学前に出演した不二家のチョコレートのCMがユニチカのスタッフの目に留まったことから、中学1年生の時に同社の2代目ユニチカマスコットガール に選ばれ、本格的に芸能界デビューした。当時は手塚さとみ名義。
東京都立赤坂高等学校卒業後、映画『正午なり』（1978年）への出演 や雑誌のグラビアモデル等、様々な分野で活躍し人気を博す。アイドル歌手としてシングル2枚、アルバム1枚をリリースしている。
1981年（昭和56年）、ヌード写真集『少女だった』（沢渡朔撮影）を発表し、アイドル活動から女優業へシフトする。翌年にはNHK朝の連続テレビ小説『ハイカラさん』ではヒロインを務め、 芸名を本名の手塚理美に変更する。以降『ふぞろいの林檎たち』シリーズなどのドラマや『ア・ホーマンス』、『茶の味』などの映画で活躍。
1990年（平成2年）、俳優の真田広之と結婚。2人の男児(次男は俳優の手塚日南人)をもうけたが、真田の不倫報道を機に1997年（平成9年）に離婚。その後シングルマザーとして暮らしている。
息子2人が独立した2016年頃から再び女優業を積極的に行っている。2018年の56歳になる直前から髪の毛を染めるのを止めて、長かった髪の毛をばっさりとショートにしてナチュラルなグレイヘアを通している。
2021年、映画『メイド・イン・ヘヴン』で映画初主演。
2025年7月、えりオフィスを退所予定。

## 受賞歴
- 2018年 - 第10回コンフィデンスアワード・ドラマ賞 助演女優賞（『明日の約束』）[13][16]

## 出演

### テレビドラマ
- 娘が家出した夏 家庭ってなァに? （1981年、TBS）
- 連続テレビ小説（NHK）
  - ハイカラさん（1982年） - 野沢（桐原）文 役
  - 凛凛と（1990年） - 水田澄江 役
  - ふたりっ子（1996年 - 1997年） - 野田千有希 役
  - つばさ（2009年） - 大谷佐知江 役
- 日曜劇場 夢の鐘（1982年12月19日、CBC） - 桜井可奈子 役
- ふぞろいの林檎たち（1983年、TBS） - 水野陽子 役
- 雪の記憶（1983年、TBS）
- 大江戸捜査網 第615話「新隠密登場! つばくろの茜」（1983年、テレビ東京 / 三船プロ） - お恵
- 暴れん坊将軍II 第28話「決斗!但馬八鹿のあばれ駒」（1983年、テレビ朝日 / 東映） - 八重
- 大奥 第26話「ある貴婦人の殺意」（1983年、関西テレビ / 東映） - 真琴 役
- 昭和四十六年 大久保清の犯罪（1983年、TBS）
- 誰かが私を愛してる（1983年、毎日放送）
- セピアの写真（1983年、中部日本放送）
- 遠藤周作の悪霊の午後（1983年、TBS）
- 若き血に燃ゆる〜福沢諭吉と明治の群像（1984年、テレビ東京）
- 年ごろ家族（1984年、TBS） - 榎幸子 役
- 大河ドラマ（NHK）
  - 山河燃ゆ（1984年） - マリー田宮（田宮万里子） 役
  - いのち（1986年） - 水田（浜村）玲子 役
  - 青天を衝け（2021年） - 尾高やへ 役
- 瑠璃色ゼネレーション（1984年、日本テレビ） - 横田理代子 役
- 愛を売る娘たち（1984年、読売テレビ）
- 尾道千光坂登り口（1984年、毎日放送）
- 月曜ワイド劇場 「女がオフィスラブに決着をつける時」（1985年、テレビ朝日）
- ふぞろいの林檎たちII（1985年、TBS） - 水野陽子 役
- 全部見せます!テレビドラマの作り方（1985年、TBS）
- 親戚たち（1985年、フジテレビ）
- 突然の余白（1985年、フジテレビ）
- 木曜ドラマストリート「殺し屋にラブソングを」（1986年、フジテレビ）
- ひとひらの雪（1986年、テレビ朝日）
- このままじゃ、ボクの将来知れたもの（1986年、日本テレビ）
- 女が会社に辞表を書くとき（1986年、テレビ朝日）
- 土曜ワイド劇場（テレビ朝日）
  - アスレチッククラブ華麗な女の斗い（1986年）
  - 夏樹静子サスペンス 風極の岬（2007年）
  - 新聞記者・鶴巻吾郎 北陸金沢〜加賀温泉郷 山中節殺人事件（2008年）
  - 広域警察2・時効廃止が運命を変えた!（2011年5月21日、朝日放送制作） - 沢田千鶴 役
  - 100の資格を持つ女8・小江戸・川越の老舗レストランに潜入捜査!（2014年1月11日、朝日放送制作） - 迫田加奈子 役
- 雨の日の訪問者（1986年、フジテレビ）
- 水曜ドラマスペシャル（TBS）
  - 僕らの夜は終わらない（1986年）
  - 紙の灰皿（1986年）
- 朝の連続ドラマ 花姉妹（1986年 - 1987年、読売テレビ）
- 夏樹静子サスペンス『遺書をもう一度』（1986年2月24日、関西テレビ）
- 恋のタイトロープ（1987年、TBS）
- お見合いドラフト会議 恋も男もクジ運まかせ?（1987年、テレビ朝日）
- 嫁姑赤ちゃん戦争!（1987年、テレビ東京）
- パパ定年ボクお入園 嫁・姑・子育て戦争!（1987年、テレビ東京）
- 白昼の悪魔 狙われた人妻（1987年、関西テレビ）
- 女子大生危険な片思い（1987年、TBS） - 草西英
- ガラスの観覧車（1987年、日本テレビ）
- 男たちによろしく（1987年、TBS） - 今野まなみ 役
- 男女7人秋物語（1987年、TBS） - 島村一枝 役
- 愛に燃える戦国の女（1988年、TBS）
- 銀婚離婚（1988年、読売テレビ）
- 男と女のミステリー 男たちの熱い夜（1988年、フジテレビ）
- 土曜ドラマスペシャル 初恋センターあなたの初恋捜します（1988年、TBS）
- 麗しき北の神々（1988年、NHK）
- ハートブレイクなんてへっちゃら 第2話（1988年、NHK）
- 華の別れ（1989年、東海テレビ） - 幸子 役（主演）
- 他人の関係（1989年、NHK）
- 婚約（1989年、NHK）
- 男の事情シリーズ おじん（1989年、日本テレビ）
- パパ!かっこつかないゼ（1990年、フジテレビ）
- 美しい嘘つけますか（1990年、テレビ朝日）
- 優しいだけじゃオトコじゃない（1990年、テレビ東京）
- 父さんが子供を産むことになった理由（1990年、TBS）
- 普通の結婚式（1990年、TBS）
- 火曜スーパーワイド 田園調布の玉の輿ただし小姑オニ二千匹つき（1990年、朝日放送）
- ふぞろいの林檎たちIII（1991年、TBS） - 水野陽子 役
- 月曜ドラマスペシャル 袖ノ下捕物帖（1991年、TBS）
- わがままな女たち（1992年、フジテレビ） - 高木ちとせ 役
- チャンス!（1993年、フジテレビ） - 結城真理 役
- もう涙は見せない（1993年、フジテレビ） - 北原香織 役
- 君が見えない（1993年、関西テレビ） - 加納逸子 役
- 刑事の恋 正義か愛か、なんのためなら自分を捨てる?（1994年、テレビ朝日）
- 森村誠一サスペンス 飼い主のない孤独 猫が見た密室殺人! 淋しい女達の愛と殺意（1994年、ABC）
- 家族の食卓'95（1995年、フジテレビ）
- その気になるまで（1996年、TBS） - 青山恭子 役
- 暴力教師〜君に伝えたいこと（1996年、NHK）
- ふぞろいの林檎たちIV（1997年、TBS） - 水野陽子 役
- 心療内科医・涼子 第9話（1997年、読売テレビ）
- ハルモニア この愛の涯て（1998年、日本テレビ） - 深谷規子 役
- 夏樹静子サスペンス　秘めた絆（1998年、TBS / PDS） - 野々村珠子 役
- 火曜サスペンス劇場（日本テレビ）
  - 逃げる女（1999年1月5日）
  - 救命救急センター（1999年）
  - 警視庁鑑識班（1999年）
  - 検事・霞夕子17・空白のアルバム（2001年） - 明石三奈 役
  - 15年目の夏（2001年）
- 春の惑星（1999年、TBS） - 中川香織 役
- サントリーミステリースペシャル 「イントゥルーダー」（1999年、朝日放送）
- 時を播く人（1999年、NHK）
- オアシス（1999年、NHK）
- 学校の怪談 春の呪いスペシャル （2000年、関西テレビ） - 佐竹秀子 役
- それぞれの断崖 （2000年、テレビ東京） - 志方雪子 役
- 女と愛とミステリー「不倫調査員・片山由美・京都奉納まつり殺人事件」（2001年、テレビ東京） - 栗田いずみ 役
- 月曜ミステリー劇場「弁護士猪狩文助・時の剣」（2001年、TBS） - 戸塚典子 役
- 新・星の金貨 Die Sterntaler（2001年、日本テレビ） - 藤崎律子 役
- 毎日放送50周年記念ドラマ 「ごきげんいかが?テティベア」（2001年、毎日放送）
- 世界の中心で、愛をさけぶ（2004年、TBS） - 廣瀬綾子 役
- 一番大切な人は誰ですか?（2004年、日本テレビ） - 寺田秋恵 役
- めだか（2004年10月、フジテレビ） - 高杉順平の母 役
- 宿命（2004年、WOWOW） - 内田澄江 役
- ほんとにあった怖い話「温かいお葬式」（2004年、フジテレビ）
- ココリコミラクルタイプドラマSPこんな女は嫌われる!? （2004年、フジテレビ）
- ごくせん（2005年、日本テレビ） - 日向浩介の母 役
- 優しい時間（2005年、フジテレビ） - 水谷 美子 役
- 女王蜂（2006年、フジテレビ） - 神尾秀子 役
- 西遊記（2006年、フジテレビ） - 蓮歌 役
- HERO（2006年、フジテレビ） - 古越ひろ子 役
- 硫黄島〜戦場の郵便配達〜（2006年、フジテレビ） - 市丸スエ子 役
- ドラマW（WOWOW）
  - イヴの贈り物（2007年）
  - 分身（2012年） - 小林志保 役
  - レディ・ジョーカー（2013年） - 杉原晴子 役
- 受験の神様（2007年、日本テレビ） - 高島薫 役
- ガリレオ 第六章「夢想る」（ゆめみる）（2007年、フジテレビ） - 森崎由美子 役
- 金曜プレステージ（フジテレビ）
  - 永遠へ（2007年）
  - いじわるばあさん2（2010年）
  - 検事・霞夕子2・無関係な死（2011年9月2日） - 宇野杏子 役
  - 十津川刑事の肖像7・十津川警部の初恋（2013年6月21日） - 原口夕子 役
- 「ブロッコリー」（2007年、フジテレビ）
- 土曜プレミアム（フジテレビ）
  - 千の風になって ドラマスペシャル「なでしこ隊」（2008年9月20日） - 孫田智恵子 役
  - 最後の絆 沖縄・引き裂かれた兄弟 〜鉄血勤皇隊と日系アメリカ兵の真相〜（2011年8月13日） - 東江カマド 役
- ブザー・ビート〜崖っぷちのヒーロー〜（2009年9月7日、フジテレビ） - 白河晴美 役
- 輪廻の雨（2010年1月4日、フジテレビ） - 橘君枝 役
- 筆談ホステス〜母と娘、愛と感動の25年。届け!わたしの心〜（2010年1月10日、毎日放送） - 永井杏子 役
- 4夜連続ドラマ 「卒うた〜道〜」第2夜（2010年、フジテレビ） - 山崎弓江 役
- 生誕100年記念 松本清張ドラマスペシャル・書道教授（2010年、日本テレビ）- 谷口妙子 役
- トリック新作スペシャル2（2010年5月15日、テレビ朝日） - 西園寺松子 役
- 月曜ゴールデン（TBS）
  - 大家だけが知っている! 〜幸多福子の下町事件簿〜（2010年8月2日） - 沢村夏枝 役
  - 制服捜査2 （2016年2月1日） - 川久保紀子 役
- ハンマーセッション!（2010年8月7日、TBS） - 咲山百合子 役
- 農ドル!（2010年9月23日、NHK） - 荒木恭子 役
- スペシャルドラマ「ストロベリーナイト」（2010年11月13日、フジテレビ） - 姫川瑞江 役
- フェイク 京都美術事件絵巻（2011年1月18日、NHK） - 黒岩志津 役
- 風の少年〜尾崎豊 永遠の伝説〜（2011年3月21日、テレビ東京） - 尾崎絹枝 役
- 鈴木先生（2011年4月25日、テレビ東京） - 遠野緑 役
- ブルドクター 第1話（2011年7月6日、日本テレビ） - 赤井由紀子 役
- 謎解きはディナーのあとで 第4話（2011年11月8日、フジテレビ） - 在園寺琴江 役
- ストロベリーナイト（2012年、フジテレビ） - 姫川瑞江 役
- 水曜ミステリー9（テレビ東京）
  - 密会の宿9・宝石の甘い罠（2012年6月27日） - 明石智子 役
  - 作家探偵・山村美紗3・京都・舞妓殺人 死者からの招待状（2013年11月6日） - 柴田彩子 役
- 警視庁捜査一課9係 season7 第4話（2012年7月25日、テレビ朝日） - 森本聖子 役
- ほんとにあった怖い話 夏の特別編2012「或る夏の出来事」（2012年8月18日、フジテレビ） - 島津真理子 役
- トッカン 特別国税徴収官 第6話（2012年8月22日、日本テレビ） - 時雨沢瑠璃 役
- 宮部みゆきミステリー パーフェクト・ブルー 第3話（2012年10月22日、TBS） - 紺野千尋 役
- 捜査地図の女 第2話（2012年10月25日、テレビ朝日） - 柳原元子 役
- バッケンレコードを超えて（2013年1月27日、北海道文化放送） - 本田留美 役
- 35歳の高校生 第10・最終話（2013年6月15・22日、日本テレビ） - 馬場依子 役
- 科捜研の女 第13シリーズ 第1話（2013年10月17日、テレビ朝日） - 篠塚秀実 役
- 特集ドラマ10 いつか陽のあたる場所で スペシャル（2014年4月1日、NHK）
- ゼロの真実〜監察医・松本真央〜 第2話（2014年7月24日、テレビ朝日） - 狭川典子 役
- ドラマスペシャル「復讐法廷」（2015年2月7日、テレビ朝日） - 宇田栄子 役
- ドラマスペシャル「所轄魂」（2015年9月20日、テレビ朝日） - 葛木佐知子 役
- 年末ドラマスペシャル 「刑事吉永誠一 ファイナル」 （2016年12月28日、テレビ東京） - 酒井直子 役
- 孤独のグルメ Season6 第4話 （2017年4月29日、テレビ東京）  -  村山真理子 役
- 明日の約束（2017年10月17日 - 12月19日、関西テレビ・フジテレビ系） - 藍沢尚子 役[17]
- リピート〜運命を変える10か月〜（2018年1月11日 - 、読売テレビ・日本テレビ） - 横沢佐知子 役
- 刑事7人 第3話（2018年7月25日、テレビ朝日） - 森下康子 役[18]
- メゾン・ド・ポリス  第1話（2019年1月11日、TBS） - 本間弘子 役
- 信州発地域ドラマ ピンぼけの家族（2020年3月4日、NHK BSプレミアム） - 斉藤裕子 役
- 女王の法医学〜屍活師〜2（2022年3月21日、テレビ東京）- 瓜生節子 役[19]
- ソロ活女子のススメ2 第3話（2022年4月21日、テレビ東京） - 地元女性 役
- 正直不動産 第9話（2022年5月31日、NHK）- 島村ひとみ 役
- しょうもない僕らの恋愛論（2023年1月19日 - 3月23日、読売テレビ・日本テレビ） - 谷村桃子 役[20]
- 監察医 朝顔2025新春スペシャル（2025年1月3日、フジテレビ）[21]

### 映画
- 正午なり（1978年）
- ユーパロ谷のドンベーズ（1985年、北星映画社） - 先生 役
- ア・ホーマンス（1986年） - 杉本千加 役
- リボルバー（1988年）
- ジュリエット・ゲーム（1989年）
- オサムの朝（1999年）
- ISOLA 多重人格少女（1999年） - 野村浩子 役
- 茶の味（2003年） - 春野美子 役
- 狼少女（2005年）
- 親指さがし（2006年） - 田所恵美 役
- 笑う大天使（2006年） - 史緒の母 役
- アルゼンチンババア（2007年） - 涌井良子 役
- 神童（2007年） - 成瀬美香 役
- パッチギ! LOVE&PEACE（2007年） - キョンスン 役
- 象の背中（2007年） - 福岡美穂 役
- ALWAYS 続・三丁目の夕日（2007年） - 踊り子・梅子 役
- 余命1ヶ月の花嫁（2009年） - 加代子 役
- 津軽百年食堂（2011年） - 筒井有里子 役
- 道〜白磁の人〜（2012年） - 浅川けい 役
- ストロベリーナイト（2013年） - 姫川瑞江 役（声の出演）
- イニシエーション・ラブ（2015年） - 石丸詩穂 役
- 君のまなざし（2017年） - 佐藤夏希 役
- 桃とキジ（2017年） - 小島白百音 役[22]
- リスタート:ランウェイ〜エピソード・ゼロ（2019年） - ヒナタの母 役
- メイド・イン・ヘヴン（2021年） - 主演・志田咲子 役（国広富之とダブル主演）[14][23]
- 有り、触れた、未来（2023年） - 文子 役[24]
- 少年と犬（2025年） - 中垣洋子 役[25][26]

### 舞台
- Good（1984年）
- 危険な関係（1988年）
- 日本橋（1989年）
- 昭和歌謡大全集（1997年）
- 出雲の阿国（1998年）
- 鹿鳴館（1998年）
- ラ・テラス（2001年）
- 私のホストちゃん REBORN（2017年1月11日 - 22日、池袋サンシャイン劇場） - 黒池友里恵 役[3]

### バラエティー・教養番組
- 写真熱気球（テレビ東京）

他多数

### ラジオ番組
- サウンド・アプローチ（FM東京）
- レコパル音の仲間たち（FM東京）

### CM
- 三ツ矢サイダー
- ユニチカ「企業広告」ほか - 13歳の時小林亜星と共演
- 花王「エッセンシャルシャンプー」
- 丸井「創業50周年・大感謝祭」（1980年 - 1981年）
- 静岡ターミナル開発「パルシェ・開業告知キャンペーン」（1981年）
- 日本マクドナルド「月見ファミリー」（2024年）[27]
- 全薬販売テレビショッピング「通販ライフマル得JAPANGOLD」

## 出版

### 写真集
- 少女だった（1981年5月20日、小学館）撮影：沢渡朔 - 手塚さとみ名義
  - 雑誌『写楽』1980年9月号で発表されたカット群がベース。ヌードは手塚本人が撮影を希望していたとされる。ロケ地は主にニューカレドニア。まだ少女の面影を残していた頃の手塚の瑞々しく自然な姿が映し出されている。
- 篠山紀信 撮影『四色の花火 : 手塚理美写真集』小学館、1982年11月10日。[28] - 手塚理美名義
  - 『少女だった』に触発された篠山の強い要望で製作が開始された。撮影は1981年春から約1年をかけて行われ、ロケ地は京都、福井、軽井沢、秋田。それまでの手塚が持っていた清楚なイメージに加え、内面の激しさが引き出されている。セクシュアルなヌードのカットも数多く、被写体・手塚に対する篠山のアプローチは沢渡と好対照を為している。
- 妖精たちのレジェンド-ユニチカマスコットガール写真集-（1996年10月10日、あすか書房）

### カレンダー
- 1975年度ユニチカカレンダー（レイモン・ペイネ、遠藤周作、岡本太郎、伊丹十三、沢渡朔 、小林亜星の各氏が撮影）

### 書籍
- 同窓会で二番目にキレイになるには・・・　ちょこっとウィッグ付き（2015年4月16日、小学館）50代代表としてモデル出演
- 大丈夫、あなたの肌は必ず変わる。 （2016年1月21日、宝島社）米澤房昭との対談

## ディスコグラフィー

### シングル
- パジャマSong - 作詞：小泉まさみ、作曲：小泉まさみ、編曲：小泉まさみ（1976年10月）キングレコード GK-52
  - （c/w） I think
- ボビーに片想い - 作詞：松本隆、作曲：松任谷由実、編曲：瀬尾一三（1979年4月）フォーライフ・レコード FLS-1043
  - （c/w） Killer Angel

### アルバム
- 15才の肖像（1976年）キングレコード SKA-157 ※2014年にCD化[29]